# María Caridad Colón
María Caridad Colón Rueñes-Salazar, kubanska atletinja, * 25. marec 1958, Baracoa, Kuba.
Nastopila je na poletnih olimpijskih igrah leta 1980, ko je dosegla uspeh kariere z osvojitvijo naslova olimpijske prvakinje v metu kopja. V letih 1979 in 1983 je zmagala na panameriških igrah.